# Lista de volumes de Naruto

Capa do primeiro tankōbon de Naruto.

O mangá Naruto foi escrito e ilustrado por Masashi Kishimoto, e foi publicado pela editora Shueisha na revista Weekly Shōnen Jump. O primeiro capítulo do Naruto foi publicado em novembro de 1999 e a publicação encerrou em novembro de 2014 no capítulo 700, contando com 72 volumes, mais um volume extra, com capítulos lançados posteriormente. O mangá é dividido em duas partes; a primeira parte, abrange os primeiros 244 capítulos da série (incluindo o Kakashi Gaiden), a segunda parte da história começa no capítulo 245 e vai ao 700, e ocorre dois anos e meio após o fim da primeira parte. A Parte II, é conhecida no anime por Naruto Shippuden. Nesta página, estão listados os volumes do mangá Naruto (com links para as página com os capítulos) e outros spin-offs relacionados.
Além da publicação principal, entre novembro de 2008 e abril de 2009, a Shueisha lançou uma edição especial da Parte I compilando os 27 volumes originais em 8 edições intitulado Naruto Sōshūhen: Uzumaki Daikan (ＮＡＲＵＴＯ―ナルト―総集編　うずまき大巻).
No Brasil, é licenciado pela editora Panini Comics e foi publicado entre maio de 2007 e junho de 2015. E começou a ser lançado em uma versão de bolso em maio de 2010. Atualmente, é publicado numa edição de colecionador desde julho de 2015.[carece de fontes?] Em Portugal, é licenciado e publicado pela Editora Devir desde julho de 2013.

## Parte I - Volumes 1~27
Primeira parte do mangá. Engloba os capítulos do 1 ao 244. Coincide com a parte do anime intitulada Naruto.
| N.º | Título                                                                                                  | Data de lançamento original               | Data de lançamento português                                                                              |
| --- | --- | ----------------------------------------- | --- |
| 1   | Uzumaki Naruto (うずまきナルト)                                                                         | 3 de Março de 2000 ISBN 4-08-872840-8     | - BR Maio de 2007 [carece de fontes?] ISBN 85-7351-389-6 - PT Julho de 2013 ISBN 978-989-559-221-0        |
| 2   | O Pior Cliente Possível O Pior Cliente Saiaku no Irainin (最悪の依頼人)                                 | 2 de Junho de 2000 ISBN 4-08-872878-5     | - BR Junho de 2007 [carece de fontes?] ISBN 85-7351-451-5 - PT Outubro de 2013 ISBN 978-989-559-228-9     |
| 3   | Pelo Bem dos Sonhos...!! Tudo por um Sonho Yume no Tame ni...!! (夢の為に…!!)                           | 4 de Agosto de 2000 ISBN 4-08-872898-X    | - BR Julho de 2007 [carece de fontes?] ISBN 85-7351-452-3 - PT Março de 2014 ISBN 978-989-559-230-2       |
| 4   | A Ponte de Heróis!! A Ponte do Herói Eiyū no Hashi!! (英雄の橋!!)                                       | 4 de Outubro de 2000 ISBN 4-08-873026-7   | - BR Agosto de 2007 [carece de fontes?] ISBN 85-7351-498-1 - PT Maio de 2014 ISBN 978-989-559-233-3       |
| 5   | Desafiadores!! Os Rivais! Chōsensha-tachi!! (挑戦者たち!!)                                              | 4 de Dezembro de 2000 ISBN 4-08-873050-X  | - BR Setembro de 2007 [carece de fontes?] ISBN 85-7351-482-5 - PT Julho de 2014 ISBN 978-989-559-239-5    |
| 6   | A Decisão de Sakura!! Sakura no Ketsui!! (サクラの決意!!)                                               | 2 de Março de 2001 ISBN 4-08-873089-5     | - BR Outubro de 2007 [carece de fontes?] ISBN 85-7351-400-0 - PT Setembro de 2014 ISBN 978-989-559-241-8  |
| 7   | O Caminho a Ser Seguido...!! O Caminho a Seguir Susumubeki Michi...!! (進むべき道…!!)                   | 1 de Maio de 2001 ISBN 4-08-873113-1      | - BR Novembro de 2007 [carece de fontes?] ISBN 85-7351-401-9 - PT Novembro de 2014 ISBN 978-989-559-242-5 |
| 8   | Batalha Pela Vida!! Combates de Vida ou Morte Inochigake no Tatakai!! (命懸けの戦い!!)                  | 3 de Agosto de 2001 ISBN 4-08-873147-6    | - BR Dezembro de 2007 [carece de fontes?] ISBN 85-7351-402-7 - PT Dezembro de 2014 ISBN 978-989-559-249-4 |
| 9   | Neji e Hinata Neji to Hinata (ネジとヒナタ)                                                             | 4 de Outubro de 2001 ISBN 4-08-873174-3   | - BR Janeiro de 2008 [carece de fontes?] ISBN 85-7351-403-5 - PT Março de 2015 ISBN 978-989-559-252-4     |
| 10  | Um Ninja Esplêndido...!! Um Ninja Formidável Rippa na Ninja...!! (立派な忍者…!!)                        | 4 de Dezembro de 2001 ISBN 4-08-873197-2  | - BR Fevereiro de 2008 [carece de fontes?] ISBN 85-7351-404-3 - PT Abril de 2015 ISBN 978-989-559-260-9   |
| 11  | A Aplicação do Discípulo!? Candidato a Discípulo Deshi'iri Shigan!? (弟子入り志願!?)                    | 4 de Março de 2002 ISBN 4-08-873236-7     | - BR Março de 2008 [carece de fontes?] ISBN 85-7351-460-4 - PT Setembro de 2015 ISBN 978-989-559-266-1    |
| 12  | O Grande Vôo!! Voo Para a Liberdade Ōi Naru Hishō!! (大いなる飛翔!!)                                    | 1 de Maio de 2002 ISBN 4-08-873259-6      | - BR Abril de 2008 [carece de fontes?] ISBN 85-7351-465-5 - PT Novembro de 2015 ISBN 978-989-559-271-5    |
| 13  | Exame Chuunin, Conclusão...!! Exame Chunin, Concluído…!! Chūnin Shiken, Shūryō...!! (中忍試験、終了…!!) | 2 de Agosto de 2002 ISBN 4-08-873298-7    | - BR Maio de 2008 [carece de fontes?] ISBN 85-7351-478-7 - PT Dezembro de 2015 ISBN 978-989-559-272-2     |
| 14  | Hokage VS Hokage!! Hokage contra Hokage Hokage VS Hokage!! (火影VS火影!!)                               | 1 de Novembro de 2002 ISBN 4-08-873341-X  | - BR Junho de 2008 [carece de fontes?] ISBN 85-7351-488-4 - PT Abril de 2016 ISBN 978-989-559-273-9       |
| 15  | Manual Ninja do Naruto!! Naruto Ninpōchō!! (ナルト忍法帖!!)                                             | 20 de Dezembro de 2002 ISBN 4-08-873368-1 | - BR Julho de 2008 [carece de fontes?] ISBN 85-7351-500-7 - PT Junho de 2016 ISBN 978-989-559-274-6       |
| 16  | Desmoronamento da Folha, Fim!! Konoha Kuzushi, Shūketsu!! (木ノ葉崩し、終結!!)                          | 4 de Março de 2003 ISBN 4-08-873394-0     | - BR Agosto de 2008 [carece de fontes?] ISBN 85-7351-505-8 - PT Agosto de 2016 ISBN 978-989-559-287-6     |
| 17  | O Poder de Itachi!! Itachi no Chikara!! (イタチの能力!!)                                                | 1 de Maio de 2003 ISBN 4-08-873420-3      | - BR Setembro de 2008 [carece de fontes?] ISBN 85-7351-516-3 - PT Setembro de 2016 ISBN 978-989-559-295-1 |
| 18  | A Decisão da Tsunade!! Tsunade no Ketsui (綱手の決意!!)                                                 | 4 de Agosto de 2003 ISBN 4-08-873493-9    | - BR Outubro de 2008 [carece de fontes?] ISBN 85-7351-522-8 - PT Outubro de 2016 ISBN 978-989-559-298-2   |
| 19  | O Herdeiro O Sucessor Uketsugumono (受け継ぐ者)                                                         | 11 de Novembro de 2003 ISBN 4-08-873523-4 | - BR Novembro de 2008 [carece de fontes?] ISBN 85-7351-531-7 - PT Novembro de 2016 ISBN 978-989-559-302-6 |
| 20  | Naruto VS Sasuke!! (ナルトVSサスケ!!)                                                                   | 19 de Dezembro de 2003 ISBN 4-08-873552-8 | - BR Dezembro de 2008 [carece de fontes?] ISBN 85-7351-539-2 - PT Dezembro de 2016 ISBN 978-989-559-306-4 |
| 21  | Imperdoável!! Yurusenai!! (許せない!!)                                                                  | 4 de Março de 2004 ISBN 4-08-873573-0     | - BR Janeiro de 2009 [carece de fontes?] ISBN 85-7351-540-6 - PT Fevereiro de 2017 ISBN 978-989-559-307-1 |
| 22  | Reencarnação...!! Transferência!! Tensei...!! (転生…!!)                                                 | 30 de Abril de 2004 ISBN 4-08-873595-1    | - BR Fevereiro de 2009 [carece de fontes?] ISBN 85-7351-552-X - PT Março de 2017 ISBN 978-989-559-308-8   |
| 23  | Sofrimento...!! Contratempos Kukyō...!! (苦境…!!)                                                       | 4 de Agosto de 2004 ISBN 4-08-873639-7    | - BR Março de 2009 [carece de fontes?] ISBN 85-7351-565-1 - PT Abril de 2017 ISBN 978-989-559-378-1       |
| 24  | Perigo - Perigo - Perigo!! Em Apuros Pinchi - Pinchi - Pinchi!! (ピンチ・ピンチ・ピンチ!!)              | 4 de Outubro de 2004 ISBN 4-08-873660-5   | - BR Abril de 2009 [carece de fontes?] ISBN 85-7351-568-6 - PT Maio de 2017 ISBN 978-989-559-354-5        |
| 25  | Irmão Maior e Irmão Menor Itachi e Sasuke Aniki to Otōto (兄と弟)                                       | 3 de Dezembro de 2004 ISBN 4-08-873679-6  | - BR Maio de 2009 [carece de fontes?] ISBN 85-7351-578-3 - PT Junho de 2017 ISBN 978-989-559-355-2        |
| 26  | O Dia da Separação...!! Despertar Wakare no Hi...!! (別れの日…!!)                                       | 4 de Fevereiro de 2005 ISBN 4-08-873770-9 | - BR Junho de 2009 [carece de fontes?] ISBN 85-7351-581-3 - PT Julho de 2017 ISBN 978-989-559-356-9       |
| 27  | O Dia da Partida!! Tabidachi no Hi!! (旅立ちの日!!)                                                     | 4 de Abril de 2005 ISBN 4-08-873791-1     | - BR Julho de 2009 [carece de fontes?] ISBN 85-7351-584-8 - PT Agosto de 2017 ISBN 978-989-559-381-1      |

## Parte II - Volumes 28~72
Segunda parte do mangá. Engloba os capítulos do 245 ao 700. Coincide com a parte do anime intitulada Naruto Shippuuden.
| N.º | Título                                                                                | Data de lançamento original                   | Data de lançamento português                                                                                       |
| --- | ------------------------------------------------------------------------------------- | --------------------------------------------- | --- |
| 28  | O Regresso de Naruto!! Naruto no Kikyō!! (ナルトの帰郷!!)                             | 3 de Junho de 2005 ISBN 4-08-873828-4         | - BR Agosto de 2009[carece de fontes?] ISBN 978-85-7351-609-8 - PT 26 de Maio de 2018 ISBN 978-989-559-417-7       |
| 29  | Kakashi VS Itachi!! (カカシVSイタチ!!)                                                | 4 de Agosto de 2005 ISBN 4-08-873849-7        | - BR Setembro de 2009[carece de fontes?] ISBN 978-85-7351-592-3 - PT 1 de Agosto de 2018 ISBN 978-989-559-418-4    |
| 30  | Chiyo-baa e Sakura Chiyo e Sakura Chiyo-bā to Sakura (チヨバアとサクラ)               | 4 de Novembro de 2005 ISBN 4-08-873881-0      | - BR Outubro de 2009[carece de fontes?] ISBN 978-85-7351-621-0 - PT 20 de Dezembro de 2018 ISBN 978-989-559-426-9  |
| 31  | Desejo Confiado a Nós!! Um Novo Futuro! Takusareta Omoi!! (託された想い!!)            | 26 de Dezembro de 2005 ISBN 4-08-874002-5     | - BR Novembro de 2009[carece de fontes?] ISBN 978-85-7351-630-2 - PT 19 de Abril de 2019 ISBN 978-989-559-427-6    |
| 32  | O Caminho para Sasuke!! Em Busca de Sasuke Sasuke e no Michi!! (サスケへの道!!)       | 4 de Abril de 2006 ISBN 4-08-874039-4         | - BR Dezembro de 2009[carece de fontes?] ISBN 978-85-7351-631-9 - PT 11 de Junho de 2019 ISBN 978-989-559-452-8    |
| 33  | Missão Secreta...!! Gokuhi Ninmu...!! (極秘任務…!!)                                   | 2 de Junho de 2006 ISBN 4-08-874108-0         | - BR Janeiro de 2010[carece de fontes?] ISBN 978-85-7351-632-6 - PT 12 de Setembro de 2019 ISBN 978-989-559-453-5  |
| 34  | A Hora da Reunião...!! O Reencontro Saikai no Toki...!! (再会の時…!!)                 | 4 de Agosto de 2006 ISBN 4-08-874138-2        | - BR Fevereiro de 2010[carece de fontes?] ISBN 978-85-7351-647-0 - PT 24 de Janeiro de 2020 ISBN 978-989-559-464-1 |
| 35  | A Nova Dupla!! Nova Dupla Inimiga Aratanaru Futarigumi!! (新たなる二人組!!)           | 2 de Novembro de 2006 ISBN 4-08-874273-7      | - BR Março de 2010[carece de fontes?] ISBN 978-85-7351-648-7 - PT 4 de Junho de 2020 ISBN 978-989-559-465-8        |
| 36  | Time 10 Esquadrão 10 Daijippan (第十班)                                               | 27 de Dezembro de 2006 ISBN 4-08-874288-5     | - BR Abril de 2010[carece de fontes?] ISBN 978-85-7351-649-4 - PT 2 de Dezembro de 2020 ISBN 978-989-559-480-1     |
| 37  | A Luta do Shikamaru!! A Luta de Shikamaru Shikamaru no Tatakai!! (シカマルの戦い!!)   | 4 de Abril de 2007 ISBN 978-4-08-874338-7     | - BR Maio de 2010[carece de fontes?] ISBN 978-85-7351-667-8 - PT Março de 2021 ISBN 978-989-559-481-8              |
| 38  | O Resultado do Treinamento...!! Shugyō no Seika...!! (修業の成果…!!)                  | 4 de Junho de 2007 ISBN 978-4-08-874364-6     | - BR Junho de 2010[carece de fontes?] ISBN 978-85-7351-682-1                                                       |
| 39  | Eles se Movem Ugokidasu Mono-tachi (動き出す者たち)                                   | 3 de Agosto de 2007 ISBN 978-4-08-874397-4    | - BR Julho de 2010[carece de fontes?] ISBN 978-85-7351-688-3                                                       |
| 40  | Obra Prima!! Kyūkyoku Geijutsu!! (究極芸術!!)                                         | 2 de Novembro de 2007 ISBN 978-4-08-874432-2  | - BR Agosto de 2010[carece de fontes?] ISBN 978-85-7351-701-9                                                      |
| 41  | A Decisão de Jiraiya!! Jiraiya no Sentaku!! (自来也の選択!!)                          | 4 de Fevereiro de 2008 ISBN 978-4-08-874472-8 | - BR Setembro de 2010[carece de fontes?] ISBN 978-85-7351-712-5                                                    |
| 42  | O Segredo do Mangekyou...!! Mangekyō no Himitsu...!! (万華鏡の秘密…!!)                | 2 de Maio de 2008 ISBN 978-4-08-874512-1      | - BR Outubro de 2010[carece de fontes?] ISBN 978-85-7351-714-9                                                     |
| 43  | O Homem que Sabe a Verdade Shinjitsu o Shiru Mono (真実を知る者)                      | 4 de Agosto de 2008 ISBN 978-4-08-874552-7    | - BR Novembro de 2010[carece de fontes?] ISBN 978-85-7351-728-6                                                    |
| 44  | O Herdeiro do Senjutsu...!! Senjutsu Denshō...!! (仙術伝承…!!)                        | 4 de Novembro de 2008 ISBN 978-4-08-874589-3  | - BR Dezembro de 2010[carece de fontes?] ISBN 978-85-7351-736-1                                                    |
| 45  | Folha, Campo de Batalha!! Senjō, Konoha!! (戦場、木ノ葉!!)                            | 4 de Fevereiro de 2009 ISBN 978-4-08-874627-2 | - BR Janeiro de 2011[carece de fontes?] ISBN 978-85-7351-750-7                                                     |
| 46  | Naruto Retorna!! Naruto Kikan!! (ナルト帰還!!)                                        | 1 de Maio de 2009 ISBN 978-4-08-874663-0      | - BR Fevereiro de 2011[carece de fontes?] ISBN 978-85-7351-757-6                                                   |
| 47  | O Selo se Rompe!! Fūin Hakai!! (封印破壊!!)                                           | 4 de Agosto de 2009 ISBN 978-4-08-874711-8    | - BR Março de 2011[carece de fontes?] ISBN 978-85-7351-758-3                                                       |
| 48  | A Aclamação da Vila!! Kanko no Sato!! (歓呼の里!!)                                    | 4 de Novembro de 2009 ISBN 978-4-08-874748-4  | - BR Abril de 2011[carece de fontes?] ISBN 978-85-7351-773-6                                                       |
| 49  | Começa a Reunião dos Cinco Kages...!! Gokage Kaidan, Kaimaku...!! (五影会談、開幕…!!) | 4 de Janeiro de 2010 ISBN 978-4-08-874784-2   | - BR Junho de 2011[carece de fontes?] ISBN 978-85-7351-788-0                                                       |
| 50  | Luta Mortal na Prisão Aquática!! Suirō no Shitō!! (水牢の死闘!!)                      | 4 de Março de 2010 ISBN 978-4-08-870011-3     | - BR Agosto de 2011[carece de fontes?] ISBN 978-85-7351-823-8                                                      |
| 51  | Sasuke VS Danzou...!! Sasuke VS Danzō...!! (サスケVSダンゾウ…!!)                      | 30 de Abril de 2010 ISBN 978-4-08-870033-5    | - BR Outubro de 2011[carece de fontes?] ISBN 978-85-7351-841-2                                                     |
| 52  | Os Membros do Time 7!! Sorezore no Dainanahan!! (それぞれの第七班!!)                  | 4 de Agosto de 2010 ISBN 978-4-08-870084-7    | - BR Dezembro de 2011[carece de fontes?] ISBN 978-85-7351-778-1                                                    |
| 53  | O Nascimento do Naruto Naruto no Shusshō (ナルトの出生)                               | 4 de Novembro de 2010 ISBN 978-4-08-870126-4  | - BR Fevereiro de 2012[carece de fontes?] ISBN 978-85-7351-880-1                                                   |
| 54  | A Ponte para a Paz Heiwa e no Kakehashi (平和への架け橋)                              | 29 de Dezembro de 2010 ISBN 978-4-08-870143-1 | - BR Abril de 2012[carece de fontes?] ISBN 978-85-7351-896-2                                                       |
| 55  | A Grande Guerra, Eclosão! Taisen, Kaisen! (大戦、開戦!)                               | 21 de Abril de 2011 ISBN 978-4-08-870185-1    | - BR Junho de 2012[carece de fontes?] ISBN 978-85-7351-913-6                                                       |
| 56  | Reunião, Time Asuma! Saikai, Asuma Han! (再会、アスマ班!)                             | 3 de Junho de 2011 ISBN 978-4-08-870218-6     | - BR Agosto de 2012[carece de fontes?] ISBN 978-85-7351-939-6                                                      |
| 57  | Naruto Indo ao Campo de Batalha...!! Naruto Senjō e...!! (ナルト戦場へ…!!)            | 4 de Agosto de 2011 ISBN 978-4-08-870271-1    | - BR Outubro de 2012[carece de fontes?] ISBN 978-85-7351-958-7                                                     |
| 58  | Naruto VS Itachi!! (ナルトVSイタチ!!)                                                 | 4 de Novembro de 2011 ISBN 978-4-08-870302-2  | - BR Dezembro de 2012[carece de fontes?] ISBN 978-85-7351-975-4                                                    |
| 59  | Os 5 Kages Reunidos...!! Gokage Shūketsu...!! (五影集結…!!)                           | 3 de Fevereiro de 2012 ISBN 978-4-08-870368-8 | - BR Fevereiro de 2013[carece de fontes?] ISBN 978-85-7351-994-5                                                   |
| 60  | Kurama!! (九喇嘛!!)                                                                   | 2 de Maio de 2012 ISBN 978-4-08-870417-3      | - BR Maio de 2013[carece de fontes?] ISBN 978-85-426-0003-2                                                        |
| 61  | Irmãos, Lutando como Um!! Kyōdai, Kyōtō!! (兄弟、共闘!!)                              | 27 de Julho de 2012 ISBN 978-4-08-870477-7    | - BR Julho de 2013[carece de fontes?] ISBN 978-85-426-0045-2                                                       |
| 62  | Rachadura Hibi (皹)                                                                   | 4 de Outubro de 2012 ISBN 978-4-08-870515-6   | - BR Setembro de 2013[carece de fontes?] ISBN 978-85-426-0053-7                                                    |
| 63  | O Mundo dos Sonhos Yume no Sekai (夢の世界)                                           | 28 de Dezembro de 2012 ISBN 978-4-08-870550-7 | - BR Novembro de 2013[carece de fontes?] ISBN 978-85-426-0066-7                                                    |
| 64  | Juubi Jūbi (十尾)                                                                     | 4 de Abril de 2013 ISBN 978-4-08-870628-3     | - BR Janeiro de 2014[carece de fontes?] ISBN 978-85-426-0081-0                                                     |
| 65  | Hashirama e Madara Hashirama to Madara (柱間とマダラ)                                 | 4 de Julho de 2013 ISBN 978-4-08-870661-0     | - BR Abril de 2014[carece de fontes?] ISBN 978-85-426-0097-1                                                       |
| 66  | O Novo Trio da Pesada Aratanaru Sansukumi (新たなる三竦み)                            | 4 de Setembro de 2013 ISBN 978-4-08-870801-0  | - BR Junho de 2014[carece de fontes?] ISBN 978-85-426-0115-2                                                       |
| 67  | Brecha Toppakō (突破口)                                                               | 4 de Dezembro de 2013 ISBN 978-4-08-870849-2  | - BR Agosto de 2014[carece de fontes?] ISBN 978-85-426-0126-8                                                      |
| 68  | Ranhura Wadachi (轍)                                                                  | 4 de Março de 2014 ISBN 978-4-08-880023-3     | - BR Outubro de 2014[carece de fontes?] ISBN 978-85-426-0169-5                                                     |
| 69  | O Início da Primavera Vermelha Akaki Haru no Hajimari (紅き春の始まり)                | 2 de Maio de 2014 ISBN 978-4-08-880054-7      | - BR Dezembro de 2014[carece de fontes?] ISBN 978-85-426-0178-7                                                    |
| 70  | Naruto e o Rikudou Sennin...!! Naruto to Rikudō Sennin...!! (ナルトと六道仙人…!!)     | 4 de Agosto de 2014 ISBN 978-4-08-880151-3    | - BR Fevereiro de 2015[carece de fontes?] ISBN 978-85-426-0189-3                                                   |
| 71  | Eu Gosto de Vocês Daisuki da (大好きだ)                                               | 4 de Novembro de 2014 ISBN 978-4-08-880208-4  | - BR Abril de 2015[carece de fontes?] ISBN 978-85-426-0220-3                                                       |
| 72  | Uzumaki Naruto!! (うずまきナルト!!)                                                   | 4 de Fevereiro de 2015 ISBN 978-4-08-880220-6 | - BR Junho de 2015[carece de fontes?] ISBN 978-85-426-0153-4                                                       |

## Rock Lee no Seishun Full-Power Ninden
Série spin-off em SD criada por Kenji Taira e publicada na revista Saikyō Jump, concluída em 7 volumes.
| N.º | Título                                                                                     | Data de lançamento     | ISBN |
| --- | ------------------------------------------------------------------------------------------ | ---------------------- | --- |
| 1   | O Ninja Rock Lee 忍者ロック・リー (Ninja Rokku Rī)                                         | 3 de Fevereiro de 2012 | [[Especial:Fontes_de_livros/978-4-08-870442-5+%5B%5BFicheiro%3AFlag+of+Japan.svg%7Cborder%7C22x20px%7Clink%3DJap%C3%A3o%7Calt%3DJap%C3%A3o%7CJap%C3%A3o%5D%5D \|978-4-08-870442-5 ]] Erro de parâmetro em {{ISBNT}}: caractere inválido |
| 2   | Rock Lee VS Might Guy!! ロック・リーVSマイと・ガイ!! (Rokku Rī VS Maito Gai!!)             | 27 de Julho de 2012    | [[Especial:Fontes_de_livros/978-4-08-870494-4+%5B%5BFicheiro%3AFlag+of+Japan.svg%7Cborder%7C22x20px%7Clink%3DJap%C3%A3o%7Calt%3DJap%C3%A3o%7CJap%C3%A3o%5D%5D \|978-4-08-870494-4 ]] Erro de parâmetro em {{ISBNT}}: caractere inválido |
| 3   | A Organização Chamada Akatsuki!! 組織の名は暁!! (Soshiki no Na wa Akatsuki!!)              | 4 de Dezembro de 2012  | [[Especial:Fontes_de_livros/978-4-08-870565-1+%5B%5BFicheiro%3AFlag+of+Japan.svg%7Cborder%7C22x20px%7Clink%3DJap%C3%A3o%7Calt%3DJap%C3%A3o%7CJap%C3%A3o%5D%5D \|978-4-08-870565-1 ]] Erro de parâmetro em {{ISBNT}}: caractere inválido |
| 4   | Uchiha Sasuke!! うちはサスケ!! (Uchiha Sasuke!!)                                           | 4 de Julho de 2013     | [[Especial:Fontes_de_livros/978-4-08-870657-3+%5B%5BFicheiro%3AFlag+of+Japan.svg%7Cborder%7C22x20px%7Clink%3DJap%C3%A3o%7Calt%3DJap%C3%A3o%7CJap%C3%A3o%5D%5D \|978-4-08-870657-3 ]] Erro de parâmetro em {{ISBNT}}: caractere inválido |
| 5   | Rock Lee VS Uzumaki Naruto!! ロック・リーVSうずまきナルト!! (Rokku Rī VS Uzumaki Naruto!!) | 4 de Setembro de 2013  | [[Especial:Fontes_de_livros/978-4-08-870695-5+%5B%5BFicheiro%3AFlag+of+Japan.svg%7Cborder%7C22x20px%7Clink%3DJap%C3%A3o%7Calt%3DJap%C3%A3o%7CJap%C3%A3o%5D%5D \|978-4-08-870695-5 ]] Erro de parâmetro em {{ISBNT}}: caractere inválido |
| 6   | Academia da Folha!! 木ノ葉学園!! (Konoha Gakuen!!)                                         | 2 de Maio de 2014      | [[Especial:Fontes_de_livros/978-4-08-880113-1+%5B%5BFicheiro%3AFlag+of+Japan.svg%7Cborder%7C22x20px%7Clink%3DJap%C3%A3o%7Calt%3DJap%C3%A3o%7CJap%C3%A3o%5D%5D \|978-4-08-880113-1 ]] Erro de parâmetro em {{ISBNT}}: caractere inválido |
| 7   | Um Ninja Honrado...!! 立派な忍者・・・!! (Rippa na Ninja...!!)                             | 4 de Agosto de 2014    | [[Especial:Fontes_de_livros/978-4-08-880170-4+%5B%5BFicheiro%3AFlag+of+Japan.svg%7Cborder%7C22x20px%7Clink%3DJap%C3%A3o%7Calt%3DJap%C3%A3o%7CJap%C3%A3o%5D%5D \|978-4-08-880170-4 ]] Erro de parâmetro em {{ISBNT}}: caractere inválido |

## Uchiha Sasuke no Sharingan Den
Série spin-off em SD criada por Kenji Taira e publicada na revista Saikyō Jump, ainda em publicação.
| N.º | Título                                           | Data de lançamento  | ISBN              |
| --- | ------------------------------------------------ | ------------------- | ----------------- |
| 1   | Sasuke Uchiha!! Uchiha Sasuke!! (うちはサスケ!!) | 4 de Agosto de 2015 | 978-4-08-880360-9 |
| 2   | Dois Pares!! Tsūmanseru!! (二人一組!!)           | 29 de Julho de 2016 | 978-4-08-880763-8 |